# Charles Pichegru
Jean-Charles Pichegru, né le 16 février 1761 à Arbois, dans la province de Franche-Comté (aujourd'hui département du Jura), mort le 6 avril 1804 à Paris, est un général de la Révolution française puis un homme politique de la Première République. Élu Député du Jura en germinal an V (avril 1797), il est nommé le premier prairial Président (fonction d'une durée d'un mois) du Conseil des Cinq-Cents par 387 suffrages sur 404 votants.
Victime du coup d'État du 18 fructidor an V (4 sept.1797), il est arrêté manu militari avec d'autres représentants du corps législatif, jeté en prison puis déporté sans jugement à la Guyane. Il s'en évade au bout de quelques mois et, ne pouvant rentrer en France, se réfugie en Angleterre. Arrêté à Paris en février 1804 lors de la conspiration de Cadoudal contre Bonaparte, Consul à vie, Jean-Charles Pichegru est retrouvé mort étranglé avec sa cravate dans sa cellule de la prison du Temple ; la version officielle parle de suicide.

## Biographie

### Origine
Né au sein d’une famille de paysans, il fait ses premières études au collège d’Arbois, et sa philosophie à l’École militaire de Brienne, tenue par les Minimes. Il reçoit une solide éducation puis devient répétiteur de mathématiques au Collège militaire de Brienne, où il donne des leçons à Napoléon Bonaparte. Il s’engage en 1780 au régiment de Metz artillerie où il devient sergent.

### Carrière militaire

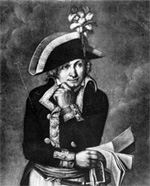
Portrait du général Pichegru vers 1796. Gravure de Pierre-Charles Coqueret, d'après Jean-Baptiste Hilaire Le Dru.

Adjudant en février 1792, sous-lieutenant puis adjudant-major en juin de la même année, il est recommandé pour son civisme et son patriotisme par les patriotes de Besançon aux volontaires du 3e bataillon de volontaires du Gard qui rejoint  l’armée du Rhin. Nous sommes en septembre 1792, ces méridionaux le déclarent lieutenant-colonel en second du bataillon.
Dès les premières batailles, son habileté manœuvrière et son esprit de décision se révèlent.
Employé dans les états-majors à Paris en août 1793, les vides laissés dans les postes de commandement par l'émigration amènent Bouchotte alors ministre de la guerre à nommer Pichegru général de brigade le 22 août 1793, puis général de division avec le commandement de l'armée du Haut-Rhin. C'est à Kembs qu'il rejoint cette division le 18 septembre suivant.

#### Armée du Rhin: Campagne de 1793 - 1794.
Par décret de la Convention nationale du 13 vendémiaire an 2 (4 octobre 1793) Pichegru est nommé commandant en chef de l'armée du Rhin en l'absence du général Delmas bloqué dans Landau. A ce moment-là un autre jeune général de division, Lazare Hoche, se voit nommé commandant en chef de l'armée de la Moselle. Tous deux vont devoir repousser hors des frontières de la République les Prussiens et les Autrichiens avec en ligne de mire débloquer Landau où est assiégée depuis l'été dernier la garnison française sous les ordres du Général Joseph-Marie Tennet de Laubadère.
L'inimité entre Hoche et Pichegru ne les empêche pas de combiner leurs efforts pour repousser les armées coalisées et débloquer Landau à la toute fin de l'année 1793 ; cela vaut aux armées de la Moselle et du Rhin ainsi qu'à la garnison de Landau (pour ne pas avoir capitulé) de bien mériter de la Patrie par décret de la Convention nationale en date du 12 nivose an 2 (1er janvier 1794).

#### Armée du Nord: Campagne de 1794 - 1795.
En février 1794, il remplace Jourdan à la tête de l’armée du Nord qu'il réorganise. Il lance une nouvelle offensive en entrant à Anvers le 7 juillet 1794. Après de nombreuses victoires, il entre triomphalement à Amsterdam le 20 janvier 1795. Durant cette campagne, il bat l’ennemi à Cassel, à Courtrai, à Menin, et s’empare de Bois-le-Duc, de Venlo, de Nimègue et passe la Waal sur la glace. Il conclut la campagne deux jours après par la capture de la flotte hollandaise au Helder lorsqu'il envoie sur le Zuyderzée un escadron de hussards charger la flotte hollandaise prise par les glaces. Le 14 février 1795, il entre à Groningue, dans le nord des Pays-Bas : l’ensemble du pays est occupé.
Il réprime l’insurrection du 12 germinal an III (1er avril 1795). Il reçoit alors le titre de Sauveur de la Patrie et est nommé général en chef des armées du Rhin, du Nord et de Sambre-et-Meuse.

#### Armée de Rhin-et-Moselle: Campagne de 1795 - 1796.
Là encore il se couvre de gloire ; le Rhin est audacieusement franchi en même temps que Jourdan et la place de Mannheim tombe entre ses mains en septembre 1795, mais c'est le terme de ses succès et de sa gloire.

## L'accusation de trahison

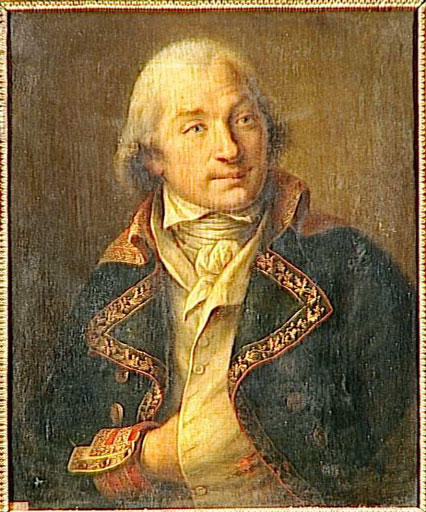
Jean-Charles Pichegru.

Général en chef des armées de Sambre-et-Meuse (dirigée par Jourdan) et du Rhin en 1795, c’est à cette époque que Pichegru entretient des relations amicales avec les monarchistes. Il est notamment contacté par un agent royaliste, le comte de Bourmont. Il accueille surtout les propositions qui lui sont faites au nom du prince de Condé, chef de l’émigration. Les tractations secrètes se déroulent via les agents Fauche-Borel, un imprimeur suisse, et le comte de Montgaillard en août 1795 quelques semaines avant le déclenchement de la première campagne d’Allemagne. 
Le parti blanc lui promet un million au comptant, une rente de 200 000 francs, le maréchalat, le gouvernement d’Alsace et le château de Chambord. Son inertie contraint Jourdan qui marchait sur Düsseldorf à repasser sur la rive gauche du Rhin en novembre 1795. Rappelé par le Directoire, soupçonné de trahison, il doit démissionner en ventôse an IV (mars 1796) et transférer son commandement à Moreau. Restant populaire, il obtient l’ambassade de Suède.
Député des Cinq-Cents en 1797 et même président de ce corps, Pichegru est convaincu de collusion avec le prince de Condé. Il est ponctuellement en contact à Arbois puis à Paris avec l’imprimeur et agent royaliste Fauche-Borel. 
Cette trahison est doublement prouvée d’une part par la correspondance secrète découverte par son ancien camarade Moreau dans le fourgon de Klinglin, un général autrichien, en avril 1797, et d’autre part via le comte d’Antraigues qui fuyant Venise à l’approche des troupes françaises est arrêté à Trieste par Bernadotte le 21 mai 1797. Il est transféré et interrogé par Bonaparte personnellement le 1er juin à Milan. Ce dernier rapporte à Barras à la mi-juin les éléments recueillis et choisis qui incriminent Pichegru. 
Pichegru est arrêté par la garde même du corps législatif après le coup d'État du 18 fructidor an V (4 septembre 1797). Condamné le lendemain à être déporté à Cayenne, en Guyane, il est conduit dans les déserts de Sinnamary. Au bout de quelque temps il s’évade au Surinam et gagne Londres en prairial an VI (juin 1798) où il reçoit l’accueil le plus distingué, et passe de là en Allemagne.

## Le complot et la mort

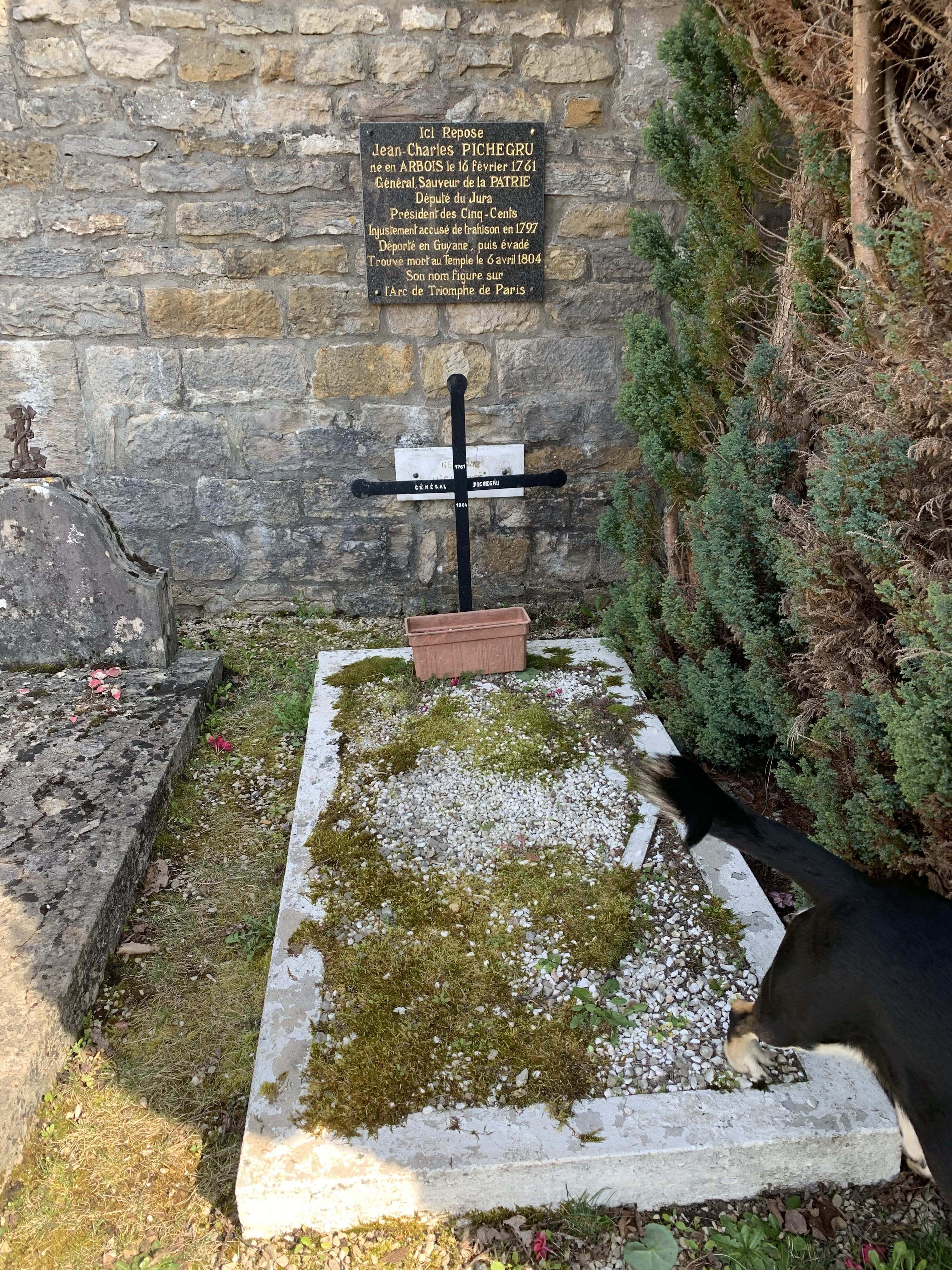
tombe du cimetière d'Arbois (Jura, Franche-Comté) France

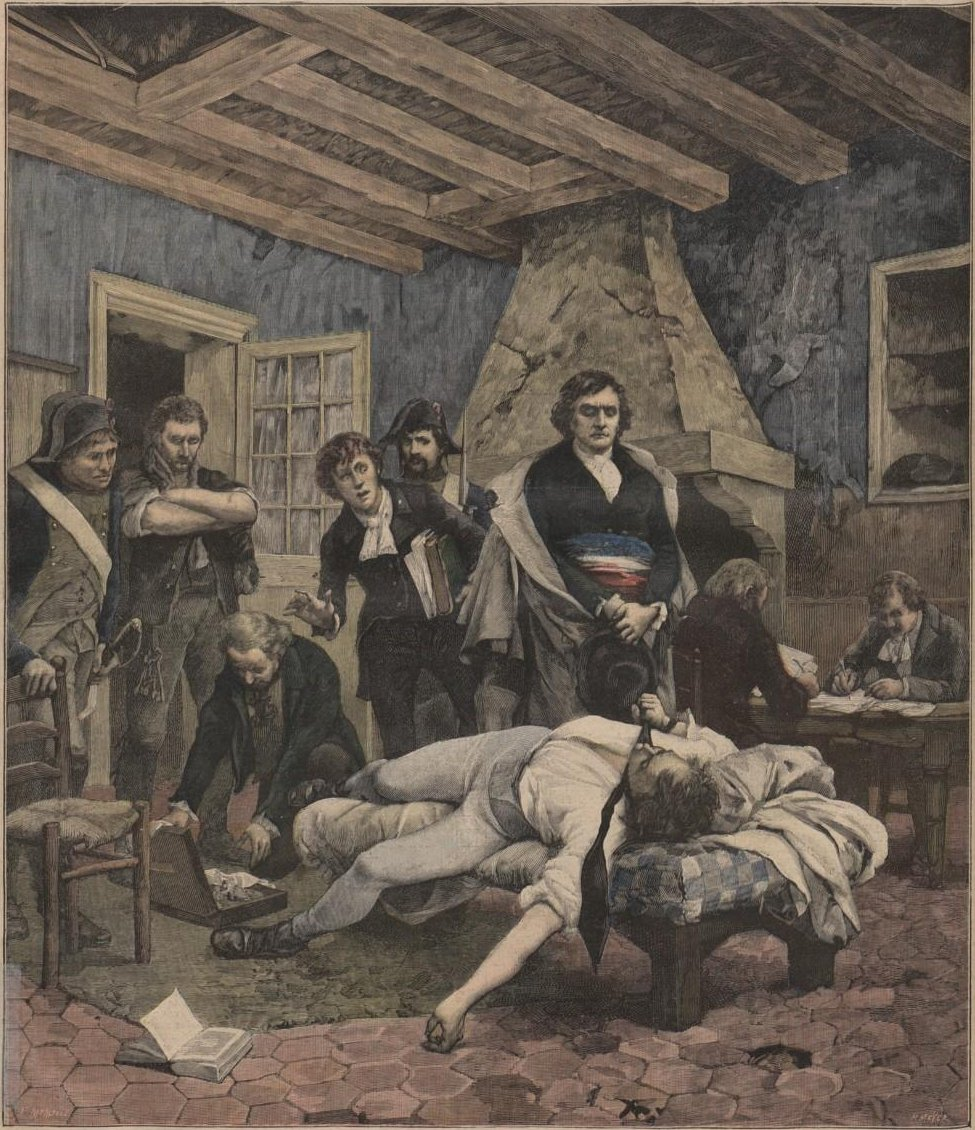
La Mort de Pichegru. Gravure de Fortuné Méaulle d'après un dessin d'Henri Meyer reproduisant la toile de Georges Moreau de Tours.

Il participe à la conspiration de Cadoudal, débarque en Normandie en janvier 1804, mais est livré par un de ses anciens officiers, Le Blanc. Il est arrêté dans la nuit du 28 février et incarcéré à la prison du Temple.
Charles Pichegru meurt cinq semaines plus tard dans la cellule où il est enfermé. Le matin du 6 avril 1804, on trouve son corps sans vie, une cravate noire serrée autour du cou en tourniquet à l'aide d'une cheville de bois. La thèse officielle parle de suicide.
Transféré au greffe du tribunal, son corps est inhumé le même jour hors de Paris, au cimetière de Sainte-Catherine du faubourg Saint-Marcel, près du lieu-dit de la Croix de Clamart.

### Source partielle
« Charles Pichegru », dans Charles Mullié, Biographie des célébrités militaires des armées de terre et de mer de 1789 à 1850, 1852 [détail de l’édition]

### Sources
- Alain de Jenlis : Pichegru, un bon général perdu par la politique.